# س. غاردنر سوليفان
س. غاردنر سوليفان (بالإنجليزية: C. Gardner Sullivan)‏ هو كاتب سيناريو ومنتج أفلام ومونتير وكاتب أمريكي، ولد في 18 سبتمبر 1884 في ستيلووتر في الولايات المتحدة، وتوفي في 5 سبتمبر 1965 في لوس أنجلوس في الولايات المتحدة بسبب نوبة قلبية.

## وصلات خارجية
- س. غاردنر سوليفان على موقع IMDb (الإنجليزية)
- س. غاردنر سوليفان على موقع ألو سيني (الفرنسية)
- س. غاردنر سوليفان على موقع أول موفي (الإنجليزية)
- س. غاردنر سوليفان على موقع قاعدة بيانات الأفلام السويدية (السويدية)
- س. غاردنر سوليفان على موقع قاعدة بيانات الفيلم (الإنجليزية)
- س. غاردنر سوليفان على موقع كينوبويسك (الروسية)